# L'Aquila Calcio 2000-2001
Questa voce raccoglie le informazioni riguardanti la società sportiva L'Aquila Calcio nelle competizioni ufficiali della stagione 2000-2001.

## Stagione
Per L'Aquila Calcio, la stagione 2000-2001 è stata la 1ª assoluta in Serie C1 e la 23ª complessiva nel terzo livello del campionato di calcio italiano, cui mancava dal 1968-1969 (ultimo campionato disputato dai rossoblù nella Serie C unica). Durante la stagione il club ha inoltre partecipato per la 7ª volta alla Coppa Italia Serie C, competizione dalla quale è stato subito eliminato avendo totalizzato solo 3 punti - 3 pareggi e una sconfitta - sui 12 disponibili nel girone iniziale.
La nuova società, guidata dall'imprenditore calabrese Michele Passarelli, si è adoperata per rinnovare la rosa mettendo a segno anche diversi colpi di mercato tra cui quello della giovane promessa tra i pali, Gabriele Paoletti, del bomber marsicano Davide Di Nicola e, soprattutto, del n°10 Lorenzo Battaglia, soprannominato il Baggio della Serie C; quest'ultimo, tuttavia, è stato inizialmente fermato da un infortunio e, al rientro in campo, il suo inserimento tra i meccanismi collaudati della squadra risulta molto difficoltoso. Per la panchina è stato scelto il tecnico Paolo Stringara.
L'avvio in campionato dei rossoblù è stato eccezionale; nei primi 6 turni L'Aquila ha raccolto 15 punti, frutto di 5 vittorie e una sola sconfitta sul campo del Savoia, mettendo a segno ben 14 reti e piazzandosi sin dall'inizio nella parte alta della classifica. Alla 10ª giornata gli abruzzesi hanno battuto, in un Tommaso Fattori pressoché esaurito, la capolista Palermo e, due giornate dopo, vincendo con la Nocerina, agganciando proprio i rosanero in testa alla classifica. Il 7 gennaio 2001, vincendo al Cibali contro l'Atletico Catania, L'Aquila si è laureata campione d'inverno in coabitazione con il Palermo. Nel girone di ritorno, tuttavia, la formazione abruzzese ha accusato un notevole calo di rendimento. Le vittorie solo 4, e i punti conquistati 15, meno della metà di quelli ottenuti nel girone d'andata. Ha espresso anche il capo cannoniera del torneo, infatti Davide Di Nicola firma 17 reti in campionato, e vince la prestigiosa classifica insieme a Luca Amoruso della Torres.
Al termine della stagione L'Aquila si piazza in 9ª posizione, a 8 lunghezze dalla zona Play-off. Il crollo è costato il posto al direttore sportivo Lorenzo Perrone che è stato sostituito, nella stagione successiva, da Glauco Balzano mentre la società, gravata da impegni economici che non avevano portato al risultato sperato, è stata costretta ridimensionare le proprie ambizioni negli anni a venire.

## Divise e sponsor
La stagione 2000-2001 vede il consolidarsi del rapporto, cominciato già l'anno precedente, tra L'Aquila Calcio e la Galex. L'azienda di Alessandro Gaucci sfornò per il sodalizio abruzzese una maglia decisamente innovativa e particolare, caratterizzata da sole tre strisce sul busto e da una colorazione molto tenue del rosso-blu sociale, tendente al rosso-azzurro del Catania. I pantaloncini, prevalentemente blu, si presentavano lateralmente bicolori, dettaglio ripreso anche nelle maniche. La maglia di trasferta, sostanzialmente analoga nel concept, utilizzava il bianco come colore principale lasciando il blu nelle bordature laterali. Il main sponsor, presente in entrambi i completi, era quello della Banca di Credito Cooperativo di Roma.
Complice anche l'apertura di un negozio ufficiale in piazza del Duomo, le maglie della Galex (e tutto il merchandising correlato) ebbero un successo straordinario risultando tra le più vendute nella storia della società. È da rimarcare inoltre il fatto che solo l'anno precedente il logo societario era stato oggetto di un completo restyling e questo dettaglio rendeva la casacca decisamente moderna e suggestiva agli occhi degli appassionati.
| Casa | Trasferta |

## Rosa
| N. |                   | Ruolo | Calciatore              |
| -- | ----------------- | ----- | ----------------------- |
|    | Italia (bandiera) | P     | Stefano Grilli          |
|    | Italia (bandiera) | P     | Gabriele Paoletti       |
|    | Italia (bandiera) | D     | Rosario Bernardo        |
|    | Italia (bandiera) | D     | Alessandro Cagnale      |
|    | Italia (bandiera) | D     | Massimo De Amicis       |
|    | Italia (bandiera) | D     | Gabriele Grossi         |
|    | Italia (bandiera) | D     | Raffaele Perna          |
|    | Italia (bandiera) | D     | Michele Scotti Di Uccio |
|    | Italia (bandiera) | D     | Alessandro Ubaldi       |
|    | Italia (bandiera) | D     | Maurizio Vincioni       |
|    | Italia (bandiera) | C     | Luca Amelii             |
|    | Italia (bandiera) | C     | Lorenzo Battaglia       |
|    | Italia (bandiera) | C     | Stefano Bellè           |
|    | Italia (bandiera) | C     | Giuseppe Brescia        |
|    | Italia (bandiera) | C     | Antonio Cardinale       |

| N. |                      | Ruolo | Calciatore          |
| -- | -------------------- | ----- | ------------------- |
|    | Italia (bandiera)    | C     | Antonello Cicchetti |
|    | Italia (bandiera)    | C     | Daniele Cinelli     |
|    | Italia (bandiera)    | C     | Vincenzo Lanotte    |
|    | Italia (bandiera)    | C     | Franco Micco        |
|    | Italia (bandiera)    | C     | Paolo Rachini       |
|    | Italia (bandiera)    | C     | Alessandro Tatomir  |
|    | Italia (bandiera)    | A     | Alan Carlet         |
|    | Italia (bandiera)    | A     | Andrea Cecchini     |
|    | Italia (bandiera)    | A     | Aldo Di Corcia      |
|    | Italia (bandiera)    | A     | Davide Di Nicola    |
|    | Italia (bandiera)    | A     | Mario La Cava       |
|    | Italia (bandiera)    | A     | Alessandro Ruscioli |
|    | Italia (bandiera)    | A     | Stefano Santini     |
|    | Argentina (bandiera) | A     | Jonathan Vidallé    |

## Risultati

### Serie C1

#### Girone di andata
| Arbitro: | Ciampi (Pisa) |

|                                       |           |           |
| R. Perna 5’ Lanotte 18’ Di Nicola 52’ | Marcatori | 57’ Aruta |

| Arbitro: | Tonolini (Milano) |

|                                           |           |               |
| Fresta 32’, 84’ Cariello 77’ R. Greco 90’ | Marcatori | 88’ Di Nicola |

| Arbitro: | Santucci (Reggio Calabria) |

|                            |           |  |
| Di Nicola 44’ Cecchini 47’ | Marcatori |  |

| Arbitro: | Rizzoli (Bologna) |

|                      |           |  |
| 36’ (rig.) Di Nicola | Marcatori |  |

| Arbitro: | Brighi (Cesena) |

|                                                   |           |  |
| Grossi 9’ Di Nicola 32’ (rig.), 46’ Battaglia 57’ | Marcatori |  |

| Arbitro: | Cenni (Imola) |

|                         |           |  |
| Di Nicola 43’, 70’, 83’ | Marcatori |  |

| Fermo 15 ottobre 2000 7ª giornata | Fermana                | 0 – 0 | L’Aquila | Stadio Bruno Recchioni\| Arbitro: \| M. Mazzoleni (Bergamo) \| |
| Arbitro:                          | M. Mazzoleni (Bergamo) |       |          |                                                                |

| L'Aquila 21 ottobre 2000 8ª giornata | L’Aquila          | 0 – 0 | Avellino | Stadio Tommaso Fattori\| Arbitro: \| Valensin (Milano) \| |
| Arbitro:                             | Valensin (Milano) |       |          |                                                           |

| Arbitro: | Girardi (San Donà di Piave) |

|            |           |  |
| Pompei 44’ | Marcatori |  |

| Arbitro: | Rizzoli (Bologna) |

|            |           |  |
| Grossi 43’ | Marcatori |  |

| Pesaro 19 novembre 2000 11ª giornata | Vis Pesaro    | 0 – 0 | L’Aquila | Stadio Tonino Benelli\| Arbitro: \| Ciampi (Pisa) \| |
| Arbitro:                             | Ciampi (Pisa) |       |          |                                                      |

| Arbitro: | Nicoletti (Macerata) |

|                             |           |  |
| Battaglia 39’ Di Nicola 42’ | Marcatori |  |

| Viterbo 3 dicembre 2000 13ª giornata | Viterbese         | 0 – 0 | L’Aquila | Stadio Enrico Rocchi\| Arbitro: \| Belloli (Bergamo) \| |
| Arbitro:                             | Belloli (Bergamo) |       |          |                                                         |

| Arbitro: | Giannoccaro (Lecce) |

|  |           |                                 |
|  | Marcatori | 72’ Varricchio 90+2’ Boccaccini |

| Arbitro: | Palanca (Roma) |

|              |           |  |
| Criaco 90+2’ | Marcatori |  |

| Arbitro: | Ponzalli (Firenze) |

|                         |           |  |
| Di Corcia 65’ Bellè 76’ | Marcatori |  |

| Arbitro: | Bergonzi (Genova) |

|            |           |                    |
| Panesi 18’ | Marcatori | 35’, 88’ Di Nicola |

#### Girone di ritorno
| Arbitro: | Girardi (San Donà di Piave) |

|                       |           |            |
| Di Giulio 38’ Dei 90’ | Marcatori | 78’ Carlet |

| Arbitro: | Belloli (Bergamo) |

|               |           |                        |
| Di Nicola 19’ | Marcatori | 43’ R. Greco 51’ Marta |

| Arbitro: | Cruciani (Pesaro) |

|              |           |           |
| Castagna 41’ | Marcatori | 71’ Bellè |

| Arbitro: | Ardito (Bari) |

|                           |           |                         |
| Cecchini 11’ Vincioni 81’ | Marcatori | 47’ Cicconi 61’ Ambrosi |

| Arbitro: | Cuttica (Alessandria) |

|  |           |              |
|  | Marcatori | 85’ R. Perna |

| Arbitro: | Zenere (Schio) |

|           |           |               |
| Manca 27’ | Marcatori | 65’ Di Nicola |

| Arbitro: | Carlucci (Molfetta) |

|                                   |           |  |
| Di Nicola 71’ (rig.) Cecchini 80’ | Marcatori |  |

| Arbitro: | Rizzoli (Bologna) |

|             |           |                         |
| Mascara 52’ | Marcatori | 39’ Grossi 46’ R. Perna |

| Arbitro: | Cuttica (Alessandria) |

|  |           |                             |
|  | Marcatori | 5’ (aut.) Cagnale 78’ Frati |

| Arbitro: | Brighi (Cesena) |

|                                               |           |              |
| Cappioli 9’ (rig.) Bombardini 21’ Brienza 86’ | Marcatori | 44’ Cecchini |

| Arbitro: | Niccolai (Livorno) |

|  |           |                           |
|  | Marcatori | 21’ U. Marino 34’ Gennari |

| Arbitro: | Dattilo (Locri) |

|                 |           |  |
| Turchetti 90+3’ | Marcatori |  |

| Arbitro: | Cenni (Imola) |

|                                                      |           |                                           |
| Di Nicola 26’ (rig.), 42’ Battaglia 30’ Cecchini 63’ | Marcatori | 51’ Florean 68’ M. Baldini 90+1’ D. Russo |

| Arbitro: | Carlucci (Molfetta) |

|                |           |  |
| Varricchio 63’ | Marcatori |  |

| Arbitro: | De Marco (Chiavari) |

|  |           |                         |
|  | Marcatori | 47’ Torino 80’ F. Marra |

| Arbitro: | Squillace (Catanzaro) |

|              |           |  |
| Califano 67’ | Marcatori |  |

| Arbitro: | Rizzoli (Bologna) |

|  |           |             |
|  | Marcatori | 20’ M. Sala |

### Coppa Italia Serie C

#### Fase eliminatoria a gironi
| Arbitro: | Ardito (Bari) |

|                                                          |           |                                               |
| Chiopris Gori 12’ Manca 40’, 51’ De Cecco 42’ Lucidi 73’ | Marcatori | 69’, 86’ Battaglia 84’ De Nicola 89’ Cecchini |

| Sora 20 agosto 2000 2ª giornata | Sora                  | 0 – 0 | L’Aquila | Stadio Claudio Tomei\| Arbitro: \| Sacco (Civitavecchia) \| |
| Arbitro:                        | Sacco (Civitavecchia) |       |          |                                                             |

| Arbitro: | Tonin (Piombino) |

|              |           |              |
| Cecchini 87’ | Marcatori | 47’ Federico |

| 27 agosto 2000 4ª giornata |  | – Turno di riposo L'Aquila |  |  |

| Arbitro: | Angrisani (Salerno) |

|                         |           |                         |
| Cagnale 4’ Di Corcia 6’ | Marcatori | 51’ Barni 54’ Filipponi |

## Statistiche

### Statistiche di squadra
| Competizione         | Punti | In casa | In casa | In casa | In casa | In casa | In casa | In trasferta | In trasferta | In trasferta | In trasferta | In trasferta | In trasferta | Totale | Totale | Totale | Totale | Totale | Totale | DR |
| Competizione         | Punti | G       | V       | N       | P       | Gf      | Gs      | G            | V            | N            | P            | Gf           | Gs           | G      | V      | N      | P      | Gf     | Gs     | DR |
| -------------------- | ----- | ------- | ------- | ------- | ------- | ------- | ------- | ------------ | ------------ | ------------ | ------------ | ------------ | ------------ | ------ | ------ | ------ | ------ | ------ | ------ | -- |
| Serie C1             | 46    | 17      | 9       | 2       | 6       | 28      | 17      | 17           | 4            | 5            | 8            | 11           | 18           | 34     | 13     | 7      | 14     | 39     | 35     | +4 |
| Coppa Italia Serie C | -     | 2       | 0       | 2       | 0       | 3       | 3       | 2            | 0            | 1            | 1            | 4            | 5            | 4      | 0      | 3      | 1      | 7      | 8      | -1 |
| Totale               | -     | 19      | 9       | 4       | 6       | 31      | 20      | 19           | 4            | 6            | 9            | 15           | 23           | 38     | 13     | 10     | 15     | 46     | 43     | +3 |